# 16810 Pavelaleksandrov
16810 Pavelaleksandrov (1997 UY2) là một tiểu hành tinh vành đai chính được phát hiện ngày 25 tháng 10 năm 1997 bởi P. G. Comba ở Prescott.